# Erik Edman
Erik Edman (* 11. listopadu 1978 Huskvarna) je švédský fotbalový levý obránce působící v švédském prvoligovém klubu Helsingborgs IF. Disponuje mrštností a přesností. Reprezentační debut měl v roce 2001 v zápase proti Faerským ostrovům. Za svou kariéru vystřídal mnoho klubů, nastupoval mimo jiné i v anglické Premier League nebo francouzské Ligue 1.